# 毒曲霉
毒曲霉（学名：Aspergillus toxicarius）是属于散囊菌目发菌科曲霉属的一种真菌，可生长在土壤等基物上。该种分布于中国、乌干达、美国等地。